# Championnat du monde féminin d'échecs
Pour les articles homonymes, voir Championnat du monde d'échecs (homonymie).

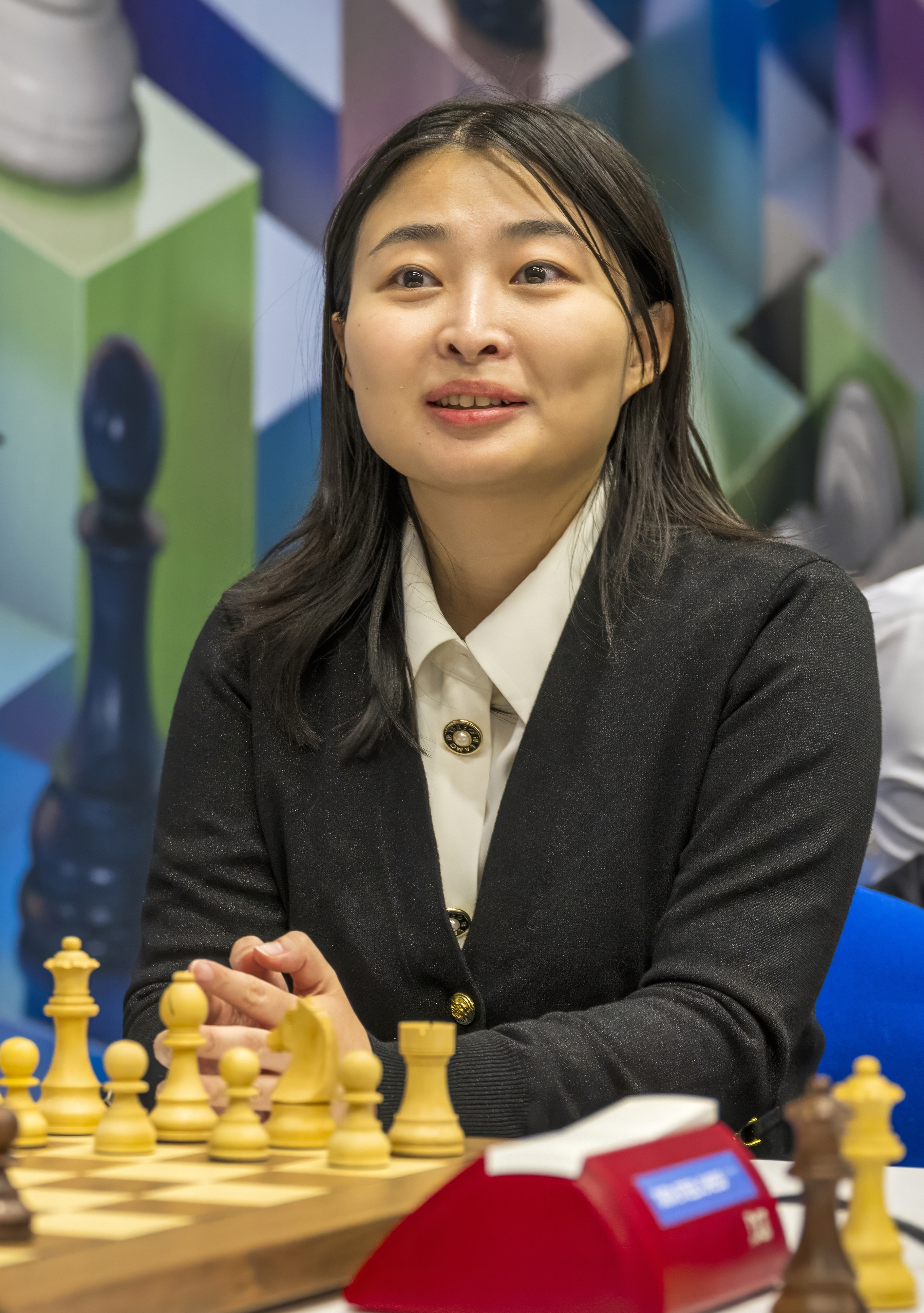
La Chinoise Ju Wenjun, championne du monde en 2018, 2020, 2023 et en 2025.

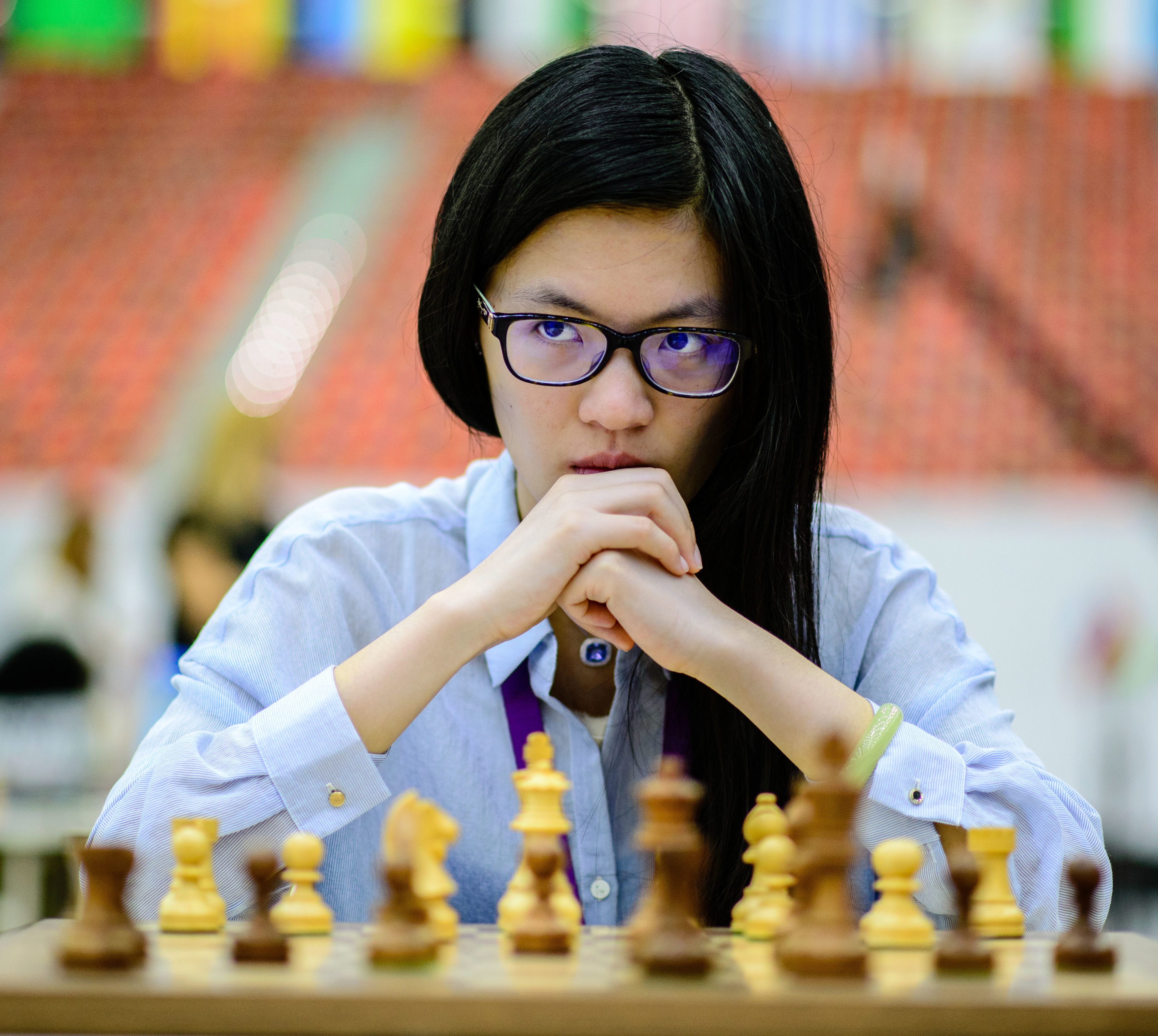
Hou Yifan, championne du monde en 2010, 2011, 2013 et 2016.

Le Championnat du monde d’échecs féminin est une compétition organisée par la Fédération internationale des échecs depuis 1927. La Chinoise Ju Wenjun est championne du monde depuis 2018. Elle a remporté Le championnat du monde de mai 2018 en battant en match Tan Zhongyi, championne du monde 2017, puis a conservé son titre lors du tournoi à élimination directe de novembre 2018 à Khanty-Mansiïsk et lors des matchs disputés en 2020 contre la Russe Aleksandra Goriatchkina, en 2023 contre la Chinoise Lei Tingjie et en 2025 contre Tan Zhongyi.
Aux échecs, quelques femmes ont choisi de participer exclusivement aux compétitions mixtes et n’ont jamais concouru pour le titre mondial féminin. C'est notamment le cas de Judit Polgar qui a obtenu le meilleur classement Elo parmi les femmes (2 735 points) et a terminé huitième du championnat du monde d'échecs en 2005 et quart de finaliste en 1999. La Chinoise Hou Yifan, numéro un mondiale depuis 2014, a décidé de ne pas participer aux championnats du monde féminins de 2015 et 2017.

## Liste des championnes du monde d'échecs
- Vera Menchik (Tchécoslovaquie puis Angleterre), vainqueur en 1927, 1930, 1931, 1933 (tournois), 1934 (match) 1935, 1937 (tournois), 1937 (match) et 1939 (tournoi)
- Lioudmila Roudenko (URSS), vainqueur en 1949-1950 (tournoi), battue en 1953 (match) et 1956 (tournoi)
- Elisabeth Bykova (URSS), vainqueur en 1953, 1958 et 1959 (matchs), battue en 1956 (tournoi) et 1962 (match)
- Olga Roubtsova (URSS), vainqueur en 1956 (tournoi-match à trois), battue en 1958 (match)
- Nona Gaprindashvili (URSS), vainqueur en 1962, 1965, 1969, 1972 et 1975 (matchs), battue en 1978
- Maïa Tchibourdanidzé (URSS, Géorgie), vainqueur en 1978 (à 17 ans), 1981, 1984, 1986 et 1988 (matchs), battue en 1991
- Xie Jun (Chine), vainqueur en 1991, 1993 (matchs), battue en 1996 (match), vainqueur en 1999 (match) et 2000 (tournoi)
- Susan Polgar (Hongrie), vainqueur en 1996 (match), forfait en 1999
- Zhu Chen (Chine), vainqueur en 2001 (tournoi), forfait en 2004
- Antoaneta Stefanova (Bulgarie), vainqueur en 2004 (tournoi), battue en 2006 (tournoi)
- Xu Yuhua (Chine), vainqueur en 2006 (tournoi), battue en 2008 (tournoi)
- Alexandra Kosteniouk (Russie), vainqueur en 2008 (tournoi), battue en 2010 (tournoi)
- Hou Yifan (Chine), vainqueur à 16 ans en 2010 (tournoi) et en 2011 (match) ; battue en 2012 (tournoi) ; vainqueur en 2013 (match) ; forfait en 2015 (tournoi) et vainqueur en 2016 (match)
- Anna Ushenina (Ukraine), vainqueur en 2012 (tournoi), battue en 2013 (match)
- Mariya Mouzytchouk (Ukraine), vainqueur en 2015 (tournoi), battue en 2016 (match)
- Tan Zhongyi (Chine), vainqueur en 2017 (tournoi), battue en mai 2018 (match)
- Ju Wenjun (Chine), vainqueur en mai 2018 (match), novembre 2018 (tournoi), 2020, 2023 et 2025 (matchs)

## Liste des championnats du monde féminins

### Tournois (de 1927 à 1956)
À l'exception de l'édition de 1937 (un système suisse), les tournois étaient des tournois toutes rondes. Les championnats du monde de 1927 à 1939 avaient lieu en même temps que les olympiades officielles organisées par la fédération internationale des échecs.
| Années     | Lieu                   | Championne                     | Deuxième                           | Troisième(s)                                    | Joueuses | Notes |
| ---------- | ---------------------- | ------------------------------ | ---------------------------------- | ----------------------------------------------- | -------- | --- |
| 1927       | Londres                | Vera Menchik (Tchécoslovaquie) | Katarina Beskow (Suède)            | Paula Wolf-Kalmar (Autriche)                    | 12       | 9e : Marie-Jeanne Frigard (France)Vera Menchik marque 10,5 points sur 11 Elle concède une nulle (contre E. Michell)                                                                         |
| 1930       | Hambourg               | Vera Menchik (Tchécoslovaquie) | Paula Wolf-Kalmar (Autriche)       | Wally Henschel (Allemagne)                      | 5        | 4e : Katarina Beskow ; 5e : Agnes StevensonTournoi à deux tours. Vera Menchik (6,5/8) concède une nulle (contre P. Walf-Kelmar) et une défaite (contre W. Henschel)                         |
| 1931       | Prague                 | Vera Menchik (Tchécoslovaquie) | Paula Wolf-Kalmar (Autriche)       | Agnes Stevenson (Angleterre)                    | 5        | Menchik gagne toutes ses parties (8/8) 4e : Katarina Beskow ; 5e : Wally HenschelTournoi à deux tours                                                                                       |
| 1933       | Folkestone, Angleterre | Vera Menchik (Tchécoslovaquie) | Edith Charlotte Price (Angleterre) | Mary Gilchrist (Écosse)                         | 8        | Menchik gagne toutes ses parties (14/14)Tournoi à deux tours 4e : Eith Michell (Angleterre) 5e : Alice Tonini (Italie) 6e : Paulette Schwartzmann (France) 7e : Jeanne d'Autremont (France) |
| 1935       | Varsovie               | Vera Menchik (Tchécoslovaquie) | Regina Gerlecka (Pologne)          | Gisela Harum (Autriche)                         | 10       | Vera Mechik gagne toutes ses parties (9/9)4e : Olga Menchik (sœur de Vera Menchik) |
| 1937       | Stockholm              | Vera Menchik (Tchécoslovaquie) | Clarice Benini (Italie)            | Milda Lauberte (Lettonie)Sonja Graf (Allemagne) | 26       | Menchik gagne toutes ses parties (14/14)Tournoi en quatorze rondes (système suisse)La même année, à Semmering, Menchik bat Graf en match (9,5 à 4,5).                                       |
| 1939       | Buenos Aires           | Vera Menchik (Angleterre)      | Sonja Graf (Allemagne)             | Berna Carrasco (Chili)                          | 20       | 9e-10e : Paulette Schwartzmann (France)Vera Menchik marque 18 points sur 19.Menchik ne concède que deux nulles (contre P. Schwartzmann et M. Lauberte).                                     |
| 1949 -1950 | Moscou                 | Lioudmila Roudenko (URSS)      | Olga Roubtsova (URSS)              | Elisabeth Bykova Valentina Belova (URSS)        | 16       | 5e-7e : Chantal Chaudé de Silans (France) Edith Keller (Allemagne) Eileen Tranmer (Angleterre)                                                                                              |
| 1956       | Moscou                 | Olga Roubtsova (URSS)          | Elisabeth Bykova (URSS)            | Lioudmila Roudenko (URSS)                       | 3        | Tournoi à huit tours. Roubtsova (10/16) bat Bykova (4,5 à 3,5) et Roudenko (5,5 à 2,5). Bykova (9,5/16) bat Roudenko (6 à 2).                                                               |

### Matchs (de 1934 à 1999)
| Année | Championne                     | Adversaire                       | Marque            | Lieu(x)                          |
| ----- | ------------------------------ | -------------------------------- | ----------------- | -------------------------------- |
| 1934  | Vera Menchik (Tchécoslovaquie) | Sonja Graf (Allemagne)           | 3 - 1             | Rotterdam                        |
| 1937  | Vera Menchik (Tchécoslovaquie) | Sonja Graf (Allemagne)           | 11,5 - 5,5        | Semmering                        |
| 1953  | Elisabeth Bykova (URSS)        | Lioudmila Roudenko (URSS)        | 8 - 6             | Moscou                           |
| 1958  | Elisabeth Bykova (URSS)        | Olga Roubtsova (URSS)            | 8,5 - 5,5         | Moscou                           |
| 1959  | Elisabeth Bykova (URSS)        | Kira Zvorykina (URSS)            | 8,5 - 4,5         | Moscou                           |
| 1962  | Nona Gaprindachvili (URSS)     | Elisabeth Bykova (URSS)          | 9 - 2             | Moscou                           |
| 1965  | Nona Gaprindachvili (URSS)     | Alla Kouchnir (URSS)             | 8,5 - 4,5         | Riga                             |
| 1969  | Nona Gaprindachvili (URSS)     | Alla Kouchnir (URSS)             | 8,5 - 4,5         | Tbilissi et Moscou               |
| 1972  | Nona Gaprindachvili (URSS)     | Alla Kouchnir (URSS)             | 8,5 - 7,5         | Riga                             |
| 1975  | Nona Gaprindachvili (URSS)     | Nana Alexandria (URSS)           | 8,5 - 3,5         | Pitsounda (Abkhazie) et Tbilissi |
| 1978  | Maïa Tchibourdanidzé (URSS)    | Nona Gaprindashvili (URSS)       | 8,5 - 6,5         | Tbilissi                         |
| 1981  | Maïa Tchibourdanidzé (URSS)    | Nana Alexandria (URSS) (ex æquo) | 8 - 8 (match nul) | Bordjomi (Géorgie) et Tbilissi   |
| 1984  | Maïa Tchibourdanidzé (URSS)    | Irina Levitina (URSS)            | 8,5 - 5,5         | Volgograd                        |
| 1986  | Maïa Tchibourdanidzé (URSS)    | Elena Akhmilovskaïa (URSS)       | 8,5 - 5,5         | Sofia                            |
| 1988  | Maïa Tchibourdanidzé (URSS)    | Nana Iosseliani (URSS)           | 8,5 - 7,5         | Telavi (Géorgie)                 |
| 1991  | Xie Jun (Chine)                | Maïa Tchibourdanidzé (URSS)      | 8,5 - 6,5         | Manille                          |
| 1993  | Xie Jun (Chine)                | Nana Iosseliani (Géorgie)        | 8,5 - 2,5         | Monaco                           |
| 1996  | Susan Polgar (Hongrie)         | Xie Jun (Chine)                  | 8,5 - 4,5         | Jaén (Espagne)                   |
| 1999  | Xie Jun (Chine)                | Alissa Galliamova (Russie)       | 8,5 - 6,5         | Kazan et Shenyang                |

### Tournois à élimination directe (2000 à 2018)
Depuis 2000, le championnat du monde oppose 64 joueuses. Il y avait seulement 61 joueuses en 2000 à cause du retrait tardif de trois participantes. En 2008, onze joueuses ne se présentèrent pas au début du tournoi, dont six géorgiennes qui protestaient contre la deuxième guerre d'Ossétie du Sud, soutenues par cinq autres joueuses,.
| Année | Lieu                    | Championne                     | Finaliste                       | Demi-finalistes                                                    | Notes                                                               |
| ----- | ----------------------- | ------------------------------ | ------------------------------- | ------------------------------------------------------------------ | ------------------------------------------------------------------- |
| 2000  | New Delhi               | Xie Jun (Chine)                | Qin Kanying (Chine)             | Ekaterina Kovalevskaïa (Russie) Alisa Marić (Serbie et Montenegro) | 61 joueuses                                                         |
| 2001  | Moscou                  | Zhu Chen (Chine)               | Alexandra Kosteniouk (Russie)   | Xu Yuhua (Chine) Maia Tchibourdanidzé (Géorgie)                    | Xie Jun et Qin Kanying étaient absentes.                            |
| 2004  | Elista, Russie          | Antoaneta Stefanova (Bulgarie) | Ekaterina Kovalevskaïa (Russie) | Humpy Koneru (Inde) Maïa Tchibourdanidzé (Géorgie)                 | Xie Jun et Zhu Chen étaient absentes.                               |
| 2006  | Iekaterinbourg, Russie  | Xu Yuhua (Chine)               | Alissa Galliamova (Russie)      | Viktorija Čmilytė (Lituanie) Svetlana Matveïeva (Russie)           | Stefanova est éliminée au deuxième tour.                            |
| 2008  | Naltchik, Russie        | Alexandra Kosteniouk (Russie)  | Hou Yifan (Chine)               | Pia Cramling (Suède) Humpy Koneru (Inde)                           | 51 joueuses présentes sur 64Xu Yuhua est éliminée au deuxième tour. |
| 2010  | Antakya, Turquie        | Hou Yifan (Chine)              | Ruan Lufei (Chine)              | Zhao Xue (Chine) Humpy Koneru (Inde)                               | Ruan Lufei élimine Kosteniouk au troisième tour.                    |
| 2012  | Khanty-Mansiïsk, Russie | Anna Ushenina (Ukraine)        | Antoaneta Stefanova (Bulgarie)  | Dronavalli Harika (Inde) Ju Wenjun (Chine)                         | Anna Ushenina élimine Hou Yifan au second tour.                     |
| 2015  | Sotchi                  | Mariya Mouzytchouk (Ukraine)   | Natalia Pogonina (Russie)       | Dronavalli Harika (Inde) Pia Cramling (Suède)                      | Hou Yifan était absente.                                            |
| 2017  | Téhéran                 | Tan Zhongyi (Chine)            | Anna Mouzytchouk (Ukraine)      | Alexandra Kosteniouk (Russie) Dronavalli Harika (Inde)             | Mariya Mouzytchouk, Humpy Koneru et Hou Yifan étaient absentes.     |
| 2018  | Khanty-Mansiïsk         | Ju Wenjun (Chine)              | Kateryna Lagno                  | Alexandra Kosteniouk (Russie) Mariya Mouzytchouk (Ukraine)         |                                                                     |

### Matchs (depuis 2011)
| Année | Championne        | Adversaire                       | Marque    | Lieu(x)                 |
| ----- | ----------------- | -------------------------------- | --------- | ----------------------- |
| 2011  | Hou Yifan (Chine) | Humpy Koneru (Inde)              | 5,5 - 2,5 | Tirana                  |
| 2013  | Hou Yifan (Chine) | Anna Ushenina (Ukraine)          | 5,5 - 1,5 | Taizhou (Jiangsu)       |
| 2016  | Hou Yifan (Chine) | Mariya Mouzytchouk (Ukraine)     | 6 - 3     | Lviv                    |
| 2018  | Ju Wenjun (Chine) | Tan Zhongyi (Chine)              | 5,5 - 4,5 | Shanghai et Chongqing   |
| 2020  | Ju Wenjun (Chine) | Aleksandra Goriatchkina (Russie) | 8,5 - 7,5 | Shanghai et Vladivostok |
| 2023  | Ju Wenjun (Chine) | Lei Tingjie (Chine)              | 6,5 - 5,5 | Shanghai et Chongqing   |
| 2025  | Ju Wenjun (Chine) | Tan Zhongyi (Chine)              | 6,5 - 2,5 | Shanghai et Chongqing   |

## Vera Menchik (1927 à 1939)

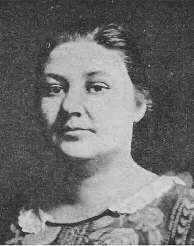
Vera Menchik vers 1935.

Le premier championnat du monde féminin est organisé sous forme d’un tournoi en 1927 à l’occasion des Olympiades d'échecs de Londres. Vera Menchik en sort vainqueur. Le champion du monde masculin, de tradition plus ancienne, avait l’habitude de choisir ou d’agréer son challenger. Ce ne fut pas le cas de Menchik qui dut défendre son titre à sept reprises dans des tournois (de 1927 à 1939) et deux fois en match (en 1934 et 1937, contre Sonja Graf) pendant toute cette période d’avant-guerre.

## Années 1950: Roudenko, Bykova et Roubtsova
Menchik étant décédée en 1944, la Fédération internationale des échecs organise un tournoi toutes rondes pour désigner la nouvelle championne du monde. Le tournoi de 1950 est gagné par la soviétique Lioudmila Roudenko.
Par la suite, il est mis sur pied un système identique au championnat du monde masculin avec un cycle préliminaire de trois ans (interzonaux féminins et/ou matches entre candidates) destiné à désigner la challenger pour le match titre en jeu.
Elisabeth Bykova, première candidate au titre bat Roudenko à Moscou en 1953 (+7 -5 =2) et devient la troisième championne du monde.
En 1956, la FIDE organise à Moscou un match à trois entre la tenante Bykova, l’ancienne championne Roudenko et la première du tournoi des candidates, Olga Roubtsova. Cette dernière l’emporte avec 0,5 point d’avance sur Bykova, et 5,5 sur Roudenko.
Bykova reprend son titre dans un match revanche en 1958, et le conserve en 1959 contre Kira Zvorykina, vainqueur du tournoi des candidates.

## Années 1960, 1970 et 1980: domination géorgienne

### Nona Gaprindashvili (1962-1978)
Le quatrième tournoi des candidates est gagné par Nona Gaprindashvili (+10 =6). Elle devient la nouvelle championne du monde en 1962 à Moscou en écrasant Bykova (+7 =4). Elle défend son titre victorieusement trois fois contre Alla Kouchnir : en 1965 à Riga, en 1969 à Tbilissi et Moscou et de nouveau à Riga en 1972.
Gaprindashvili gagne un nouveau championnat du monde en 1975 à Pitsounda et Tbilissi contre une nouvelle challenger Nana Alexandria.

### Maïa Tchibourdanidzé (1978-1991)
Le cycle 1976-1978 désigne comme challenger une jeune fille de 17 ans, Maia Tchibourdanidzé. Cette dernière crée la surprise en remportant le match contre Gaprindashvili en 1978, devenant la sixième championne du monde.
Elle défend quatre fois son titre victorieusement :
- contre Nana Alexandria en 1981 (Borjomi et Tbilissi)[5] ;
- contre Irina Levitina en 1984 (à Volgograd)[6] ;
- contre Elena Akhmilovskaïa en 1986 (à Sofia)[7] ;
- et enfin contre Nana Iosseliani en 1988 (à Telavi)[8].

Gaprindashvili, Tchibourdanidzé, Alexandria et Ioseliani sont toutes d’origine géorgienne.

## Années 1990: Xie Jun et Susan Polgar
Cette décennie consacre la supériorité des trois sœurs Polgar, élevées dans ce but par leur père László Polgár. Pendant que Judit, la plus forte des trois, se consacre aux compétitions masculines, la famille pousse Susan et Sofia vers le championnat du monde féminin.

### Championnat 1991: Xie Jun
La jeune chinoise Xie Jun, vainqueur du tournoi des candidates affronte Maia Tchibourdanidzé du 25 septembre au 28 octobre 1991 à Manille. Le match se déroule au meilleur des 16 parties.
Elle bat la tenante du titre 8,5-6,5 (+4 -2 =9), et devient la septième championne du monde le jour de ses 21 ans. Elle est la première à détrôner les joueuses d'origine soviétique.

### Championnat 1993: Xie Jun
Susan Polgar gagne le tournoi des candidates qui a lieu à Shanghai en 1992. Le match final en huit parties entre les deux premières du tournoi, Polgar et Nana Ioseliani se termine à égalité, même après les deux tie-breaks rapides. C’est le tirage au sort qui décide de la challenger : la chance favorise Ioseliani.
Xie Jun ne lui laisse aucune chance dans le match pour le titre qui se déroule à Monaco du 25 octobre au 16 novembre 1993 au meilleur des 16 parties. Le score est sans appel 8,5-2,5 (+7 -1 =3). À noter que Xie Jun gagne avec les noirs 5 parties sur les 7.

### Championnat 1996: Susan Polgar
Le cycle suivant est dominé par Susan Polgar. Elle termine à égalité au tournoi des candidates avec Tchibourdanidzé qu’elle bat facilement en match de départage.
Le championnat a lieu à Jaén en Espagne du 30 janvier au 20 février 1996 au meilleur des 16 parties.
Sur sa lancée, Susan Polgar défait la tenante Xie Jun 8,5-4,5 (+6 -2 =5).

### Championnat 1998-1999: Xie Jun
En décembre 1997, Alissa Galliamova et Xie Jun finissent respectivement première et deuxième du tournoi des candidates à Groningue, mais Galliamova refuse de jouer le match final destiné à désigner la candidate officielle, match organisé exclusivement en Chine. La chinoise est désignée par défaut. Entre-temps, Susan Polgar a accouché de son premier enfant, et demande un report du match. La FIDE refuse et décide d’organiser en 1999 le match Galliamova – Xie Jun pour le titre, celui-ci se déroulant en partie au Kazakhstan, en partie en Chine. Xie Jun récupère son titre (+5 -3 =7).

## Années 2000: tournois à élimination directe

### Championnat 2000: Xie Jun
En 2000, la FIDE décide, comme pour le championnat du monde masculin, d’organiser un tournoi à élimination directe qui a lieu à New Delhi. Il confirme la supériorité de Xie Jun qui bat en finale sa compatriote Qin Kanying 2,5-1,5.
En demi-finale, Xie Jun avait battu Kovalevskaïa 2,5 à 1,5 et Qin s'était imposée face à Maric 1,5-0,5.

### Championnat 2001: Zhu Chen
Le championnat suivant est organisé dans les mêmes conditions (élimination directe) en novembre 2001 à Moscou. Il y a 64 participantes. La finale est remportée par la Chinoise Zhu Chen qui bat la Russe Alexandra Kosteniouk 2-2 dans les parties lentes, et 3-1 dans les parties rapides.
Pour parvenir en finale, Zhu Chen avait éliminé la Géorgienne Khourtsidzé, puis l'ancienne championne du monde Maïa Tchibourdanidzé.

### Championnat 2004: Antoaneta Stefanova
En 2004, le championnat eu lieu à Elista en Kalmoukie selon la formule à élimination directe (2 parties lentes à chaque tour, suivi éventuellement de rapides et blitz pour départage). 64 compétitrices briguent le titre mondial.
Zhu Chen, enceinte ne peut y participer, Xie Jun ex-tenante est également absente.
En demi-finales:
- Antoaneta Stefanova (Bulgarie) bat Maia Tchibourdanidzé 1,5-0,5
- Ekaterina Kovalevskaïa bat Koneru 2,5-0,5

La finale se déroule au meilleur de quatre parties lentes et Stefanova bat Kovalevskaïa 2,5-0,5.

### Championnat 2006: Xu Yuhua
En 2006, le championnat eut lieu à Iekaterinbourg en Russie selon la formule à élimination directe (2 parties lentes à chaque tour, suivi éventuellement de rapides et blitz pour départage). Soixante-quatre compétitrices briguent le titre mondial. L'ancienne championne Zhu Chen, en conflit avec sa Fédération avait déclaré forfait. L'indienne Humpy Koneru et la Suédoise Pia Cramling, têtes de série, furent éliminées au deuxième tour, ainsi que la tenante Antoaneta Stefanova.
En demi-finales
- Alissa Galliamova (Russie) bat Viktorija Čmilytė (Lituanie) 1,5-0,5
- Xu Yuhua (Chine) bat Natalia Matveeva (Russie) 1,5-0,5

La finale se déroulait au meilleur de quatre parties lentes et Xu Yuhua l'emporte sur Galliamova 2,5-0,5.

### Championnat 2008: Alexandra Kosteniouk
L'édition 2008 du championnat du monde féminin a eu lieu du 28 août au 17 septembre à Naltchik en Russie. En raison de la deuxième guerre d'Ossétie du Sud, les joueuses géorgiennes ne participent pas à l'événement.
Le championnat est organisé sous forme d'un tournoi à élimination directe avec 64 joueuses. Chaque ronde consiste en un match de deux parties, la finale se joue en quatre parties. En cas d'ex aequo, des parties additionnelles à cadence plus rapides servent de départage.
En finale, Alexandra Kosteniouk bat Hou Yifan 2,5 – 1,5.

## Années 2010: alternance de tournois et de matchs

### Championnat 2010 (tournoi): Hou Yifan
L'édition 2010 du championnat du monde féminin a lieu du 2 au 25 décembre à Antioche, en Turquie. Le championnat reprend la formule de l'édition précédente.
Il est remporté par la Chinoise Hou Yifan qui bat sa compatriote Ruan Lufei en finale, à l'issue des parties de départage (2 – 2, puis 3 – 1).

### Championnat 2011 (match): Hou Yifan

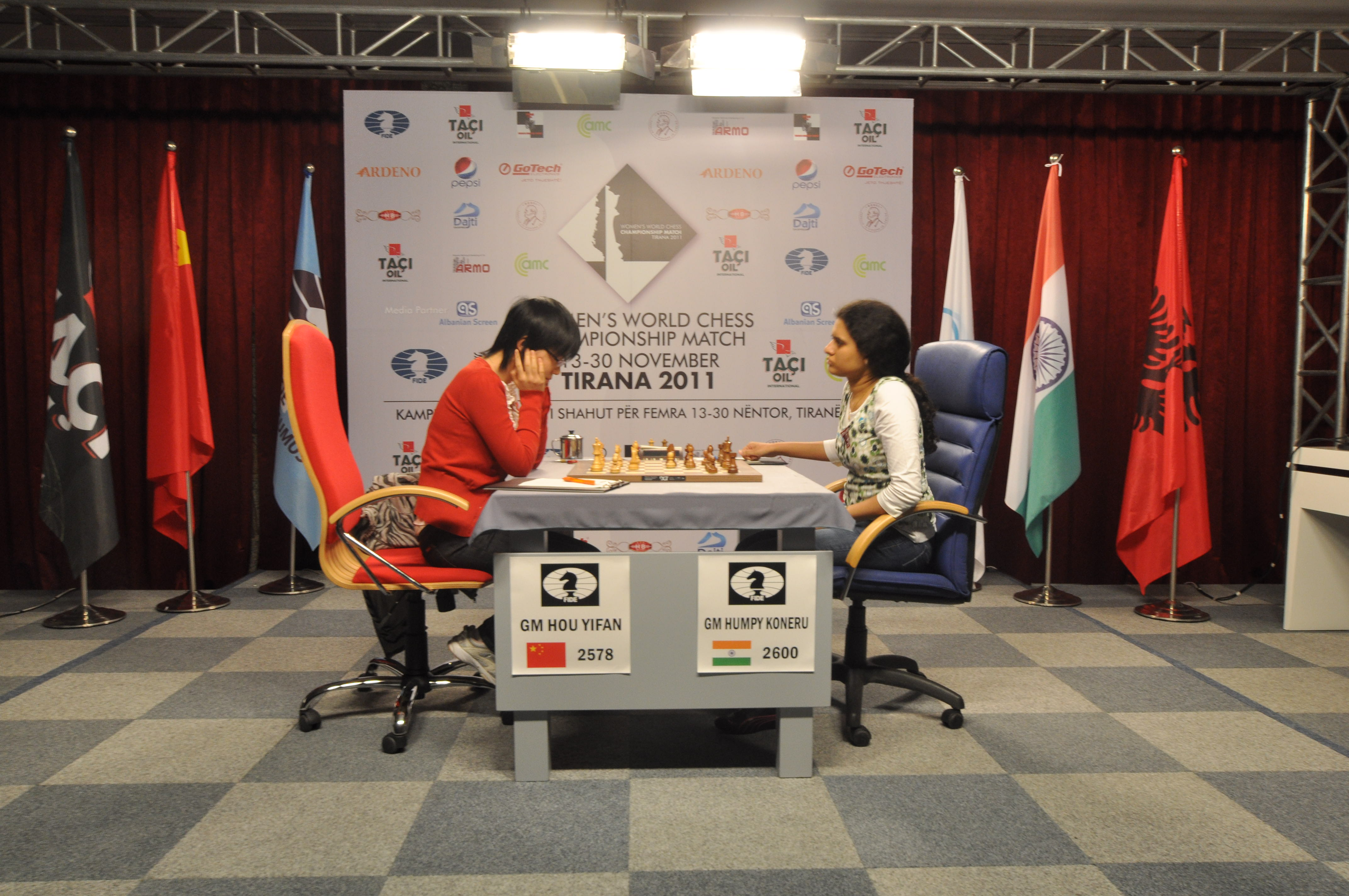
Hou Yifan – Humpy Koneru, Tirana, 2011

La finale voit se rencontrer la Chinoise championne du monde en titre, Hou Yifan 3e mondiale et l'Indienne Humpy Koneru 2e mondiale et deuxième du grand Prix FIDE féminin 2009-2010. Le match est prévu en 10 parties (plus si égalité) et a lieu du 14 au 23 novembre à Tirana, capitale de l'Albanie.
Hou Yifan conserve le titre mondial féminin en s'imposant 5,5 – 2,5 (+3 =5), soit à l'issue de la huitième partie et deux parties avant l'échéance prévue pour la fin des parties longues.

### Championnat 2012 (tournoi): Anna Ushenina
Le championnat du monde 2012 a lieu à Khanty-Mansiïsk du 10 novembre au 1er décembre 2012.
La championne du monde Hou Yifan, la deuxième joueuse du tournoi Humpy Koneru ainsi que la troisième Anna Mouzytchouk sont éliminées dès le deuxième tour.
La finale oppose l'Ukrainienne Anna Ushenina (classée no 30) et la Bulgare Antoaneta Stefanova (classée no 16). Les finalistes font match nul 2 à 2 (+1 –1 =2) lors des parties à cadence lente. Lors du départage en parties rapides, Anna Ushenina l'emporte 1,5 à 0,5 et devient championne du monde.

### Championnat 2013 (match): Hou Yifan
Le championnat du monde 2013 oppose la championne du monde Anna Ushenina et la Chinoise Hou Yifan qui a remporté le grand Prix FIDE féminin 2011-2012. Les joueuses s'affrontent dans un match en dix parties disputé du 11 au 27 septembre à Taizhou (Jiangsu).
Hou Yifan reprend son titre en s'imposant dès la septième partie 5,5 – 1,5 (+4 =3), soit trois parties avant l'échéance.

### Championnat 2015 (tournoi): Mariya Mouzytchouk
Initialement prévu  en novembre 2014, Le championnat du monde a été reporté à 2015. Il a lieu à Sotchi du 15 mars au 5 avril 2015. C'est un tournoi à élimination directe avec 64 participantes. La championne du monde en titre, Hou Yifan, est absente. La finale en quatre parties oppose l'Ukrainienne Mariya Mouzytchouk à la Russe Natalia Pogonina. Mariya Mouzytchouk s'impose par une victoire et trois parties nulles (2,5 à 1,5) et devient championne du monde.

### Championnat 2016 (match): Hou Yifan
Le championnat du monde oppose la championne du monde qui a remporté le tournoi de mars 2015 et Hou Yifan, vainqueur du Grand Prix FIDE féminin 2013-2014. Initialement prévu en novembre 2015, le match a été reporté en mars 2016 et est disputé en Ukraine. Hou Yifan remporte le match 6 à 3 (trois victoires à zéro et six parties nulles).

### Championnat 2017 (tournoi): Tan Zhongyi
Initialement prévu en octobre 2016, Le championnat du monde est reporté à février 2017. La championne du monde Hou Yifan a annoncé qu'elle ne participerait pas à ce tournoi.
La finale est disputée à Téhéran entre l'Ukrainienne Anna Mouzytchouk et la Chinoise Tan Zhongyi qui l'emporte 3,5 à 2,5 après les départages (égalité 2 à 2 après les parties classiques).

### Championnats 2018 (match et tournoi): Ju Wenjun
Deux championnats du monde sont organisés en 2018 : un match en mai et un tournoi en novembre.
Le championnat du monde de mai 2018 oppose deux Chinoises : Tan Zhongyi, vainqueur du championnat du monde 2017 et Ju Wenjun, vainqueur du Grand Prix FIDE féminin de 2015-2016. Le match, disputé du 3 au 20 mai 2018 à Shanghai et Chongqing en Chine, est remporté par Ju Wenjun après dix parties avec la marque de 5,5 à 4,5.
Un tournoi à élimination directe est disputé du 1er au 25 novembre à Khanty-Mansiïsk en Russie. La Championne du monde en titre, Ju Wenjun, conserve son titre en battant en finale la Russe Kateryna Lagno après départages (2-2 lors des parties classiques puis 3-1 en départages rapide).

## Depuis 2020: matchs

### Championnat du monde 2020: Ju Wenjun
Aleksandra Goriatchkina remporte le Tournoi des candidates 2019. Elle affrontera la championne du monde Ju Wenjun dans un match prévu en douze parties du 5 au 23 janvier 2020 à Shanghai et Vladivostok.
Après égalité lors des douze parties classiques (3 victoires à 3 et six parties nulles), Ju Wenjun remporte le départage en 4 parties rapides : 2,5 à 1,5 (+1 =3).

### Championnat du monde 2023
Le cycle de qualification pour désigner la challengeuse de la championne du monde en titre Ju Wenjun a lieu à cheval entre les années 2022 (24 octobre - 6 novembre) et 2023 (1er-14 février), avant une finale du championnat du monde prévue à l'été 2023. Les huit joueuses qualifiées sont Aleksandra Goryachkina, Humpy Koneru, Kateryna Lagno, Alexandra Kosteniuk, Tan Zhongyi, Anna Muzychuk, Lei Tingjie et Mariya Muzychuk.
Le nouveau système à élimination directe à huit joueuses, adopté et dévoilé par la FIDE en juin 2022, porte à controverse car cette nouveauté est contraire au souhait initial de la FIDE d'adopter pour les femmes un système de qualification identique à celui des hommes. De plus, ces modifications n'ont été réalisées que pour éviter que les joueuses ukrainiennes et russes s'affrontent en quart de finale, alors qu'une guerre entre les deux pays a débuté en février 2022.

### Championnat du monde 2025
Le cycle des candidates qualificatif pour le championnat du monde féminin de 2025 commence dès 2022 avec l'organisation des Grand Prix FIDE féminin 2022-2023. Les deux meilleures joueuses à l'issue de ces Grand Prix sont qualifiées pour le Tournoi des candidates de 2024. La première épreuve, à Astana en septembre 2022, est remportée par la joueuse russe Kateryna Lagno.
Tan Zhongyi remporte le tournoi des candidates disputé à Toronto en avril 2024.